# ISO 3166-2:IO
کد ISO 3166-2:IO بخشی از استاندارد ایزو ۳۱۶۶ برای کشور قلمرو بریتانیا در اقیانوس هند است که توسط سازمان بین‌المللی استانداردسازی تنظیم شده‌است این سازمان، کدهای استاندارد را برای تقسیمات کشوری (ایالتها یا استانهای) کشورهای فهرست شده در استاندارد ایزو ۳۱۶۶-۱ تعریف می‌کند.
هر کد شامل دو بخش می‌گردد که توسط علامت - جدا می‌گردند.
- بخش نخست IO که در ایزو ۳۱۶۶-۱ آلفا-۲ کد کشور قلمرو بریتانیا در اقیانوس هند است.
- بخش دوم شامل یک یا دو یا سه حرف است که بیان‌کننده استان یا ایالت کشور قلمرو بریتانیا در اقیانوس هند می‌باشد.